# 酒瓶兰属
酒瓶兰属（学名：Beaucarnea）是天门冬科的一属，属内基本为多年生植物，原产分布于中美洲。
假叶树科在分类学上曾归为假叶树科（Nolinaceae）或者龙舌兰科（Agavaceae），部分植物学]家也曾将它并入熊丝兰属，但现代基于DNA的系统发生学研究结果傾向支持酒瓶兰属為獨立一屬。

## 形状特征
酒瓶兰属植物可高达6至10米，树干直径20至40厘米，根干处粗大形状似象腿，故有象腿树之称。
幼株呈单茎，开花以后才分枝。叶子绿色，细长条形，可达1米8长，但宽度只有2厘米。有一定树龄后才开花，其圆锥形花序可达75至110厘米，花多但很小，直径只有1点5毫米，花有6瓣，呈浅绿色。

## 下属物种
本属包括以下物种：
- Beaucarnea compacta L.Hern. & Zamudio
- Beaucarnea glassiana (L.Hern. & Zamudio) V.Rojas-Piña
- Beaucarnea goldmanii Rose
- Beaucarnea gracilis Lem.(又称 B. oedipus, Nolina gracilis)
- Beaucarnea guatemalensis Rose(又称 Nolina guatemalensis)
- Beaucarnea hiriartiae L.Hern.
- Beaucarnea hookeri (Lem.) Baker
- Beaucarnea olsonii V.Rojas-Piña & L.O.Alvarado
- Beaucarnea pliabilis (Baker) Rose
- Beaucarnea purpusii Rose
- 酒瓶兰 Beaucarnea recurvata (K.Koch & Fintelm.) Lem.，又称 Nolina recurvata
- Beaucarnea sanctomariana L.Hern.
- Beaucarnea stricta (K.Koch & Fintelm.) Lem.

## 保育狀況
本属所有种均被列為《瀕危野生動植物種國際貿易公約》（CITES）附錄二的物種，被限制出口及貿易。

## 栽培方式
在地中海沿岸，酒瓶兰属植物被作为道旁装饰树培植。但它们更常被作为观赏性的盆栽，尽管它们长得较快。
冬天不要浇水，以避免根部腐烂；它们夏天喜欢高温，此时宜多浇水。